# Egusquiza
Egusquiza è una località argentina situata nel dipartimento di Castellanos della provincia di Santa Fe. Si trova sulla Ruta Provincial 13, a 17 km a sud di Sunchales.
Fu fondata da Guillermo Lehmann nel 1884 e fin dagli inizi era abitata da immigrati provenienti dal comune italiano di Murello. Il comune fu creato nel 1903. Il nome lo si deve al proprietario del terreno acquistato da Lehmann: Félix Egusquiza. È un'area di produzione casearia con oltre 30 caseifici. Nel 2011 è stata avviata la pavimentazione della Ruta 13. La località possiede anche una società sportiva chiamata Club San Isidro.